# Pachysentis rugosus
Pachysentis rugosus är en hakmaskart som först beskrevs av Machado 1950.  Pachysentis rugosus ingår i släktet Pachysentis och familjen Oligacanthorhynchidae. Inga underarter finns listade i Catalogue of Life.